# Sarpsborg 08 FF
Sarpsborg 08 Fotballforening er en norsk fodboldklub fra Sarpsborg. Klubben spiller i Eliteserien 2013 efter at være rykket op fra Adeccoligaen i 2012. Klubbens supportklub hedder Fossefallet. Hjemmebanen er Sarpsborg stadion som i efteråret 2012 blev udbygget til en kapacitet på 5.500 tilskuere.

## Historie
Fodbolden i Sarpsborg-distriktet har historie helt tilbage til 1903, da Sarpsborg FK blev stiftet. Sarpsborg FK og Sparta har tilsammen vundet 7 norgesmesterskaber, men det sidste blev vundet så langt tilbage som 1952. 
I perioden 1974 og til 2010 havde Sarpsborg ikke noget hold i den øverste norske liga. I 1999 påbegyndte alle 16 fodboldklubber i Sarpsborg-distriktet et samarbejde med arbejdstitlen "Klubben 2000". Målet var at skaffe det bedst mulige fodboldhold i distriktet. Det varede dog helt til 2007/2008 før samarbejdsklubben fik sin nuværende form. Under følger en kronologisk oversigt over samarbejdsklubbens historie. En tilsvarende oversigt findes også i Sarpsborg Arbeiderblad.

## SAMS
Fodboldsamarbejdet i Sarpsborg 08 sker gennem samarbejdet SAMS, som er et spillerudviklingsprojekt som omfatter 16 af klubberne i distriktet. Kun Greåker IF har valgt at stå udenfor samarbejdet. De 16 klubber som indgår i samarbejdet foruden Sarpsborg 08 er:
- Fotballklubben Sparta Sarpsborg
- Sarpsborg Fotballklubb
- Idrettslaget Borgar
- Borgen Idrettslag
- Varteig Idrettslag
- Navestad Idrettsforening
- Tune Idrettslag
- Hafslund Idrettsforening
- Ullerøy Idrettslag
- Tveter Idrettslag
- Ise Sportsklubb
- Yven Idrettsforening
- Borg Sportsklubb
- Skjeberg Sportsklubb
- Lande Idrettsforening
- Nygårdshaugen Idrettslag